# ナポリ地下鉄
ナポリ地下鉄 (Metropolitana di Napoli) は、 ナポリ市の公共鉄道網を示す名前である。8路線の地下鉄と4路線のケーブルカーで成り立っている。

## 概要
「1号線」と「6号線」はメトロナポリから引き継いだANMにより運営される路線であり、狭い意味でもナポリ地下鉄はこの路線を示す。さらに、EAVが運営するアルコバレーノ線と1925年にイタリア初の地下鉄路線として完成したナポリ通過線を使い、トレニタリアが運営（設備はRFI）する2号線もナポリ地下鉄の路線に加える場合が多い。
一方、3号線と4号線は、EAVによる運営で、チルクムヴェズヴィアーナ鉄道として知られる。5号線とクマーナ線の一部区間を使って建設中の7号線はSEPSAにより運営されている。3号線、4号線、5号線はナポリ地下鉄の数字があてられているもののナポリ地下鉄の路線網に完全には統合はされていない。
その他、8号線や9号線や10号線と言った地下鉄新線、既にある路線の延長も建設中または計画中である。
また、各丘陵地区と市の中心とを結ぶ4本のケーブルカーも全てANMによる運営である。
鉄道網はカンパーニア州により「Agenzia Campana per la Mobilità Sostenibile」（カンパーニア交通維持会社）を通じて調整されている。その料金統合はイタリアで最も進んでおり、「Consorzio UnicoCampania」（ウニコカンパーニア組合）により運営されている。

## 路線
| 路線名   | 開業年        | 距離     | 駅 | 運営         | 区間                                                                | 軌間   |
| -------- | ------------- | -------- | -- | ------------ | ------------------------------------------------------------------- | ------ |
| Linea 1  | 1993年3月28日 | 18.8 km  | 19 | ANM          | Piscinola －Garibaldi                                               | 1435mm |
| Linea 2  | 1925年        | 18.9 km  | 12 | トレニタリア | Pozzuoli Solfatara － Napoli San Giovanni-Barra                     | 1435mm |
| Linea 3  | 2001年        | 12 km    | 11 | EAV          | Porta Nolana － San Giorgio a Cremano(チルクムヴェズヴィアーナ鉄道) | 950 mm |
| Linea 4  |               |          |    | EAV          | Porta Nolana － Vesuvio/De Meis(チルクムヴェズヴィアーナ鉄道)       | 950 mm |
| Linea 5  | 1963年        | 27.042km | 15 | EAV          | Montesanto － Torregaveta(チルクムフレグレア線)                     | 1435mm |
| Linea 6  | 2007年1月11日 | 5.5 km   | 8  | ANM          | Municipio － Mostra                                                 | 1435mm |
| Linea 7  | 建設中        |          |    | EAV          | Montesanto － Corso Vittorio Emanuele(クマーナ線)                   | 1435mm |
| Linea 11 | 2005年        | 10.2 km  | 5  | EAV          | Piscinola-Scampia － Aversa Centro                                  | 1435mm |

### 1号線
ナポリ地下鉄 1は、市における最初の専用区間の地下鉄で、「コッリナーレ」（山手線）とよばれ、市の中心とヴォーメロ地区や医療地区、ピシノーラ地区に至るまでの山手地区とを結んでいる。数年にわたって駅を追加し1993年にはそれらは完成し、現在の14駅に達した。現在はダンテから中央駅付近のガリバルディに至る区間と、ピシノーラからカポディキーノ空港までの区間を建設中である。
さらには、建設中のアエロポルト駅（空港駅）からガリバルディ広場までの路線延長を計画中で、これで本来の環状となる。
ダンテからムゼーオ、マテルデイ、サルヴァトール・ローザ、ヴァンヴィテッリといった多くの駅が「芸術の駅」計画に参加している。
サルバドール・ロサとモンテドンツェリの間は、急勾配区間であるのでループ線である。急峻な崖のためにコリアミネイ駅の北側は、地下線が突然かなりの高架線となる。

### 2号線
トレニタリアによる運営。

### 3号線
チルクムヴェスヴィアーナ鉄道による運営。

### 4号線
チルクムヴェスヴィアーナ鉄道による運営。

### 5号線
SEPSAによる運営。

### 6号線
ナポリ地下鉄 6号線は、2007年に竣工し、メトロナポリにより運営されていたが、解体後はANMによる運営となっている。路線はフオリグロッタ区とメルジェッリーナ地区の駅付近とを結ぶ。路線は続いてナポリ中心部に到達する予定。
「軽量軌道交通」の区間として建設され、フオリグロッタから市の東周辺部のポンティチェッリ付近を繋ぐ為に1980年代に高速路面電車として計画された。しかし建設作業は終了せず、長い変遷があった後に既存部分を利用して新たな工事を行った上で地下鉄路線として造ることに決定した。
現在、路線は4駅があり、メルジェッリーナからムニチーピオまでの延長と2駅の増設工事が行われている。
全ての駅が「芸術の駅」計画に参加している。

### 7号線
建設中

### アルコバレーノ線
2005年開通。EAVによる運行。

## アルファーナ・バッサ
アリファーナ鉄道は、ナポリとサンタ・マリーア・カープア・ヴェーテレを結んでいた。正確にはアリファーナ・バッサ線といい、サンタ・マリーア・カープア・ヴェーテレとピエディモンテ・マテーゼとを結ぶ「アルファーナ・アルタ線」との区別のためにこう呼ばれていたが、過密が原因で行われた再近代化作業のために閉鎖（その作業は未だに実現されずに鉄道設備は撤去されたまま）されていた。
この鉄道線は、Liena 1のピシノーラ駅を出発し、カンパーニア州都とアヴェルサ（2009年）とサンタ・マリーア・カープア・ヴェーテレ（2011年）までの北の連帯都市の残りとを繋げるような本当の県間鉄道、都市型（Linea 1と同じ電車の共有）の技術を使った地下鉄事業として提供を行う為に全線の互換を行う苦労を強いられている。その間にも、同路線はカポディキーノ空港を経てガリバルディ広場に至るチェントロ・ディレツィオナーレ方面へ延長しLinea 1 の輪を閉じる予定である。また、ピシノーラからガリバルディの区間では、Linea 1 とアリファーナが同じ区間を共有する。ピシノーラからムニャーノ（駅一つだけ）の区間のみだけ北側への延伸工事が終わっている。
路線はアリファーナ・アルタとナポリ＝カンチェッロ＝ベネヴェント線を運営している会社メトロカンパーニア・ノルドエストにより運営される予定である。

## 路線図ギャラリー

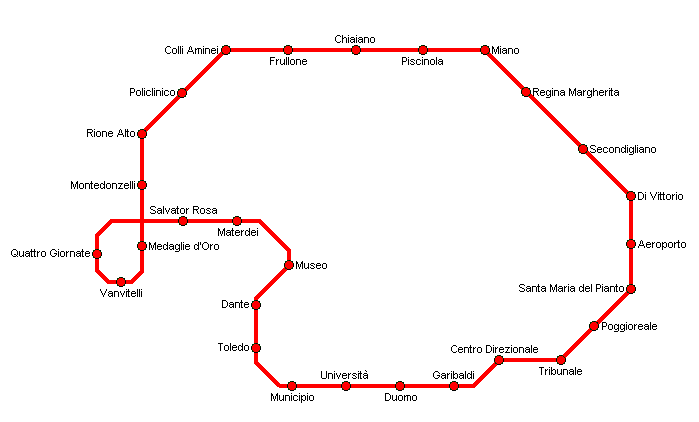
1号線将来計画
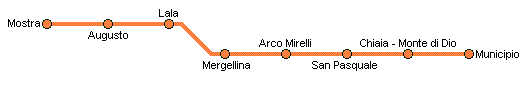
6号線

## その他事業

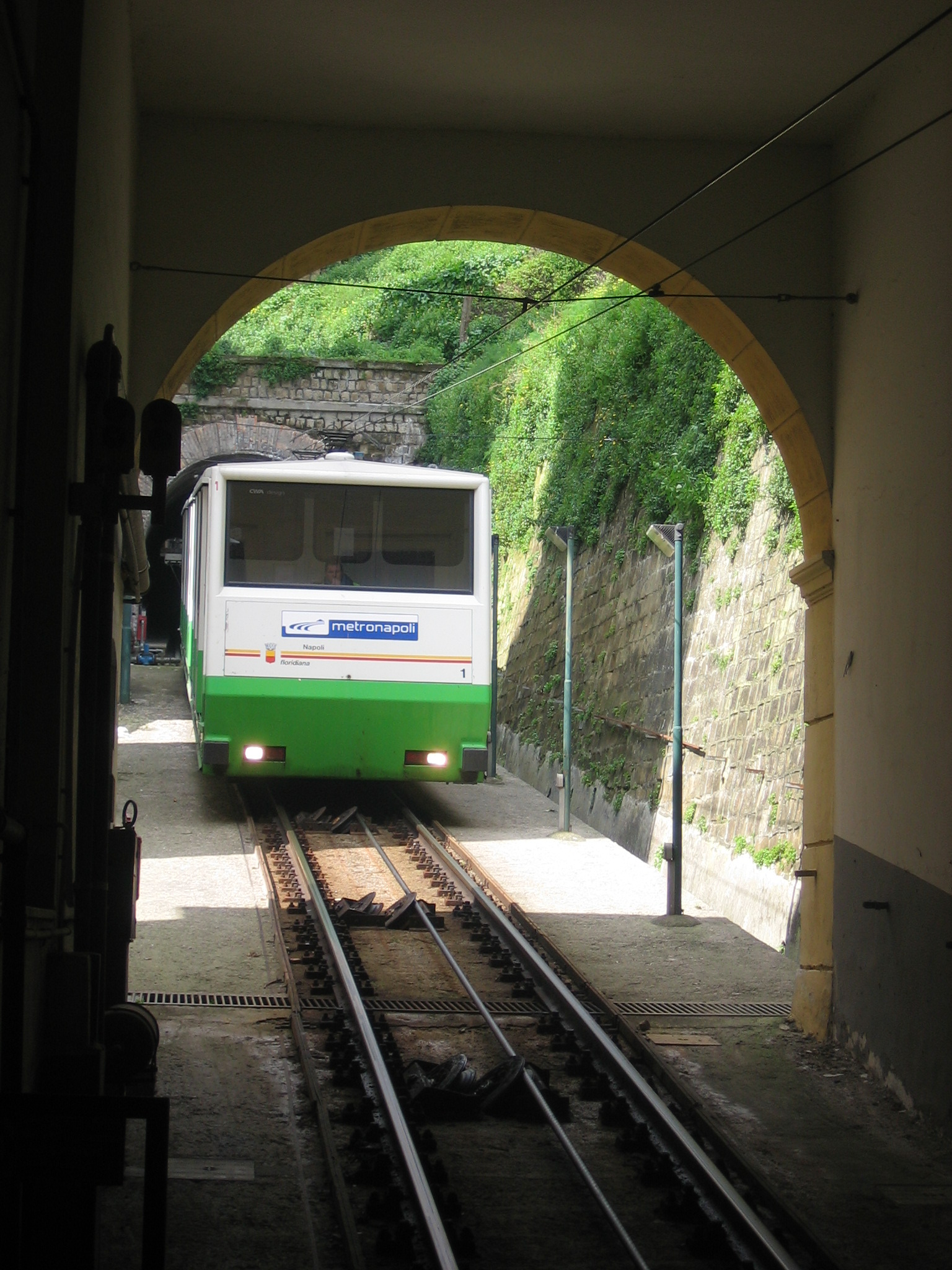
中央鋼索線

ナポリ地下鉄網には地下鉄とは異なった交通機関も含まれている。4つのケーブルカーと3つのエレベーターである。

### ケーブルカー
ケーブルカーの路線は全て市内にあり10分から15分ほどの間隔で運行されている。
- 中央鋼索線は全4駅でナポリ中心部のトレド通りとヴォーメロ区のヴァンヴィテッリ広場を繋ぐ。
- モンテサント鋼索線は、全3駅（第4駅が将来予定されている）で、同じくヴォーメロとナポリ旧市街モンテサントにあるLinea 2、チルクムフレグレア線、クマーナ線の同名駅付近とを繋ぐ。
- キアイア鋼索線は全4駅で、ヴォーメロとLiena2の駅付近のアメデーオ広場とを繋ぐ。
- メルジェッリーナ鋼索線は、全5駅でメルジェッリーナとポジッリポの高台のマンゾーニ通りとを繋ぐ。

### エレベーター
ナポリには3基のエレベーターがあり、高低差の異なる道路をより快適に結ぶのに貢献している。
全てのエレベーターは街の中心部にある。

## 芸術の駅

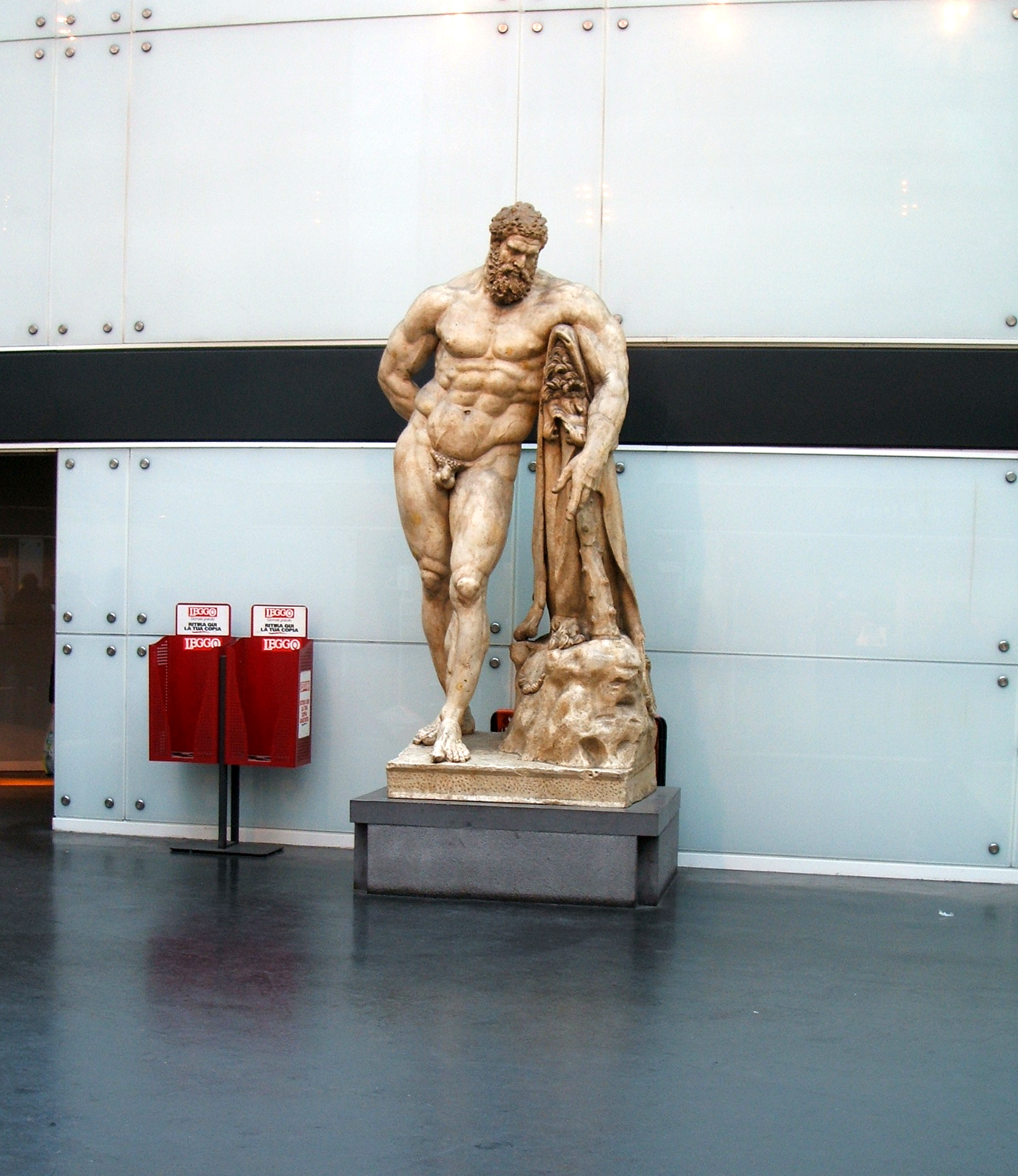
ムゼーオ駅にあるファルネーゼのヘラクレス像

様々な地下鉄路線の建設さらには各駅の開設において「芸術の駅」 (Stazioni dell'Arte) 計画が提案された。これは彫刻、モザイク、装飾用パネルなどを駅の装飾として芸術の場所を与えることである。